# Genesaré
Genesaré (em hebraico: גִּנּוֹסַר), é um kibutz no distrito norte de Israel, à margem do mar da Galileia. Localizado ao norte de Tiberíades na Estrada 90, ele cai na jurisdição do Conselho Regional de Emek HaYarden. Em 2006, sua população era de 472 habitantes. A cidade é citada na Bíblia, mais especificamente no Evangelho de Mateus, quando Jesus andou sobre as águas antes de chegar a Genesaré e curar todos os enfermos.

## História
Genesaré foi fundada às vésperas do Purim em março de 1937 por um grupo de jovens socialistas, na terra da Associação de Colonização da Palestina Judaica que havia sido concedida ao estabelecimento de Migdal. A razão dada para o "agachamento" foi que a área concedida precisou de proteção durante as perturbações. A vila original foi construída como um estabelecimento de torre e paliçada. Ela se tornou a base para Yigal Allon, comandante do "Departamento Sírio" de Palmach, e foi intimamente alinhado ao partido Mapai.
Genesaré também foi o local aonde Jesus atracou o barco juntamente com os seus discípulos logo após o milagre dos peixes e e dos pães, e operaram ali grandes milagres de diversas pessoas que chegavam de aldeias, campos, e praças, e rogavam-lhe que ao menos tocassem na orla de suas vestes para serem curados, e todos que tocavam saravam. .